# Пячкалово
Пячкалово — деревня в Бабаевском районе Вологодской области.
Входит в состав Борисовского сельского поселения (с 1 января 2006 года по 13 апреля 2009 года входила в Афанасовское сельское поселение), с точки зрения административно-территориального деления — в Афанасовский сельсовет.
Расстояние до районного центра Бабаево по автодороге — 55 км, до центра муниципального образования села Борисово-Судское  по прямой — 14 км. Ближайшие населённые пункты — Афанасово, Игумново, Овсянниково.
По данным переписи в 2002 году постоянного населения не было.